# لادان
لادان از محله های قدیمی شهر اصفهان است. این محله از سمت جنوب با محله گورتان، از سمت شمال با محله ولدان، از جهت شمال شرقی با  محله جاوان بالا، از سمت شرق با محله کوهانستان و از سمت غرب با محله آزادان همجواری دارد. هم‌اکنون اراضی متعلق به لادان جز حوزه خدمات رسانی شهرداری‌های منطقه ۹ اصفهان و منطقه ۲ اصفهان می‌باشد. از افراد مهم اهل این محله می توان به احمد جنتی دبیر شورای نگهبان  و محمد رضا جان نثاری معاون استاندار اصفهان همچنین سردار شهید عباسعلی جان نثاری و مهندس عبدالرسول جان نثاری رئیس سابق شورای شهر اصفهان   اشاره کرد.

## پیشینه
این محله و در کل منطقه غرب شهر اصفهان دارای قدمت باستانی است. کوهچه آتشگاه (دژ ماربین) و همچنین بنای منارجنبان خود گواه این مدعاست.

نام لادان در طومار شیخ بهایی جز دیه‌های بلوک ماربین و حقابه معینش ذکر شده‌است. به کلیه مناطقی که از آن‌ها آتش کوه آتشگاه دیده می‌شده مهربین می‌گفتند که رفته رفته به ماربین تبدیل شده‌است. سرحد شرقی منطقه ماربین همواره دروازه‌های غربی شهر اصفهان بوده‌است بطوری که تا پیش از دوره قاجاریه که محله‌های لنبان جوزدان و بیدآباد به شهر اصفهان نپیوسته بودند این محلات نیز جز ماربین بوده‌است و ظاهراً لنبان یک ام‌القرا برای این ناحیه بوده‌است. وجود پل ماربینان (مارنان) که سابقه ساخت آن به پیش از اسلام می‌رسد در نزدیکی لنبان گواه این مدعاست که نام این پل هم از ماربین مشتق شده‌است. در هرحال لادان یکی از قراء منطقه باستانی ماربین بوده‌است و گذشته لادان را در تاریخ ماربین می‌توان جستجو کرد.لادان تاقبل از اینکه توسط توسعه شهری اصفهان بلعیده شود جز بلوک ماربین بوده‌است تا اینکه در سال ۱۳۵۷ بخاطر فاصله اندکش تا مرکز شهر اصفهان جز مناطق شهری اصفهان قرار گرفت. 
این منطقه در زمان سلجوقیان شاهد درگیری بین سربازان سنی مذهب سلاطین سلجوقی و اسماعیلیان شیعه مذهب بوده‌است. وجود شخصیتهایی در اسماعیلیان مانند پیر نجم الدین (در محله کلیچه) و بی بی فاطمه در آن دوران و وجود امامزاده پیرنجم الدین در کلیچه و امامزاده بی بی فاطمه در محله ولدان در مجاورت لادان شاید بی ارتباط با آن زمان نباشد.
منطقه غرب شهر اصفهان بخاطر قرار گرفتن در جوار زاینده رود و جاری بودن مادی‌های متعدد در این منطقه دارای درختان بسیار و آب وهوای مطبوعی می‌باشد. شغل مردم این منطقه از دیرباز پرورش درختان میوه و سر درختی بوده‌است. میوه این منطقه از دیر باز شهره بوده‌است

## اماکن
لادان دارای ۴ مسجد فعال (۱۲ امام - مطهری - امام حسین - روح‌الله) است که سه وقت در آن نماز جماعت برگزار می‌شود.
مردم محله لادان که در حوزه ناحیه یک آموزش و پرورش هستند مردمی فرهنگی بوده و به همین جهت دارای مدارس ابتدائی و راهنمایی پسرانه و یک دبیرستان دخترانه می‌باشد.
در محله لادان به همت مردم فرهنگی و شهرداری اصفهان یک سالن مطالعه و کتابخانه به‌نام آیت‌الله هاشم جنتی ایجاد شده‌است. این کتابخانه همزمان ظرفیت پذیرش ۹۰ نفر پسر و ۹۰ نفر دختر را دارد.
سال‌های قبل در این محله یک مرکز بهداشتی وجود داشت که امور بهداشتی و واکسیناسیون کودکان در آن انجام می‌گرفت و این ساختمان به همت دانشگاه علوم پزشکی اصفهان و یکی از خیرین تجدید بنا و توسظ وزیر بهداشت و درمان وعلوم پزشکی وقت خانم وحید دستجردی افتتاح و به بهره‌برداری رسید.
در  محله ی کلیچه مجاور لادان  امامزاده‌ای به نام امامزاده پیرنجم الدین دفن وجود دارد و برخی نیز از جمله  ملا هاشم جنتی (پدر احمد جنتی) در این مکان دفن می‌باشند.